# Андриевский, Митрофан Александрович
Митрофан Александрович Андриевский (укр. Андрієвський Митрофан Олександрович; 1840-е—1887) — российский педагог и историк; брат историка и педагога А. А. Андриевского.

## Биография
Митрофан Андриевский родился в 1840-х годах, в городе Каневе, Киевской губернии, где отец его был священником. Образование получил во Второй киевской гимназии и в Императорском университете Святого Владимира, в котором окончил курс в 1862 году по историко-филологическому факультету . 
Пробыв два года на педагогических курсах, учрежденных при университете бывшим попечителем Н. И. Пироговым, Андриевский был назначен учителем русского языка и словесности в Ровенскую мужскую гимназию, где служил до 1873 года. 
Перейдя в коростышевскую (ныне Воронежскуюдуховную семинарию) М. А.  Андриевский пробыл в ней недолго и в 1875 году вышел в отставку, зачислившись своекоштным стипендиатом при киевском университете с намерением держать магистерский экзамен. Однако, недостаток средств принудил Андриевского вновь искать службы и взять в 1875 году место учителя в Екатеринославском реальном училище, которое он занимал до 1885 года, а затем был инспектором народных училищ в Мелитополе. 
Свои научные занятия Андриевский начал еще на университетской скамье. Будучи студентом, он напечатал в 1861 году, в «Основе», статью: «О подвижных звуках в малорусском языке». Интересуясь исследованием текста «Слова о полку Игореве», он задумал в этом направлении большую работу, но напечатал только два выпуска, появившихся в 1879—1880 гг. По южнорусской исторической топографии Андриевский напечатал три статьи в «Киевской старине» в 1882 году в № 9, «Перметовское поле»; в 1883 году, № 9—10 — «Летописный Юрьев на Роси» и в 1885 году, № 6 — «Давидова Боженка». 
Кроме того, в 1884 г. в Одессе появилась «Казацкая дума о трех азовских братьях», в пересказе с объяснениями, разбором и картою. На одесский археологический съезд Андриевским был представлен обширный реферат о Геродотовой Скифии.
Митрофан Александрович Андриевский скончался 14 мая 1887 года в городе Мелитополе.